# Teratoptera chilensis
Teratoptera chilensis är en tvåvingeart som beskrevs av Malloch 1933. Teratoptera chilensis ingår i släktet Teratoptera och familjen Teratomyzidae. Inga underarter finns listade i Catalogue of Life.